# Krystian Bielik
Krystian Bielik (Konin, 4 gennaio 1998) è un calciatore polacco, difensore o centrocampista del West Bromwich e della nazionale polacca.

## Caratteristiche tecniche
È un difensore molto forte fisicamente che può essere schierato anche come centrocampista arretrato.

## Carriera

### Club
Esordisce nel calcio professionistico con la maglia del Legia Varsavia, in cui gioca per 2 anni prima di essere ceduto all'Arsenal nel 2015, che lo cede in prestito a Birmingham City, Walsall e Charlton e a titolo definitivo al Derby County nel 2019.
Il 29 luglio 2022 torna a titolo temporaneo al Birmingham City,  che lo riscatta la stagione seguente. Gioca più di 100 partite in tre annate.
Il 14 agosto 2025 passa a titolo definitivo al West Bromwich.

### Nazionale
Ha partecipato agli Europei Under-21 del 2017 ed a quelli del 2019.
Ha debuttato con la nazionale polacca il 6 settembre 2019, nella partita di qualificazione al Campionato europeo contro la Slovenia persa per 0-2, subentrando a Mateusz Klich al 70º minuto di gioco; pochi giorni più tardi ha giocato da titolare il match contro l'Austria pareggiato per 0-0.
Convocato dal CT Czesław Michniewicz per disputare i Mondiali di Qatar 2022, gioca tutte le partite della sua nazionale.

## Statistiche

### Presenze e reti nei club
Statistiche aggiornate al 8 maggio 2023.
| Stagione               | Squadra                | Campionato             | Campionato | Campionato | Coppe nazionali | Coppe nazionali | Coppe nazionali | Coppe continentali | Coppe continentali | Coppe continentali | Altre coppe | Altre coppe | Altre coppe | Totale | Totale | Totale |
| Stagione               | Squadra                | Comp                   | Pres       | Reti       | Comp            | Pres            | Reti            | Comp               | Pres               | Reti               | Comp        | Pres        | Reti        | Pres   | Reti   |        |
| ---------------------- | ---------------------- | ---------------------- | ---------- | ---------- | --------------- | --------------- | --------------- | ------------------ | ------------------ | ------------------ | ----------- | ----------- | ----------- | ------ | ------ | ------ |
| 2014-gen.2015          | Legia Varsavia         | EK                     | 5          | 0          | CP              | 0               | 0               | UCL+UEL            | 0+1                | 0                  | SP          | 0           | 0           | 6      | 0      |        |
| gen-giu 2015           | Arsenal                | PL                     | 0          | 0          | FACup+CdL       | 0               | 0               | UCL                | 0                  | 0                  |             | -           | -           | 0      | 0      |        |
| 2015-2016              | Arsenal                | PL                     | 0          | 0          | FACup+CdL       | 0+1             | 0               | UCL                | 0                  | 0                  | CS          | 0           | 0           | 1      | 0      |        |
| 2016-gen.2017          | Arsenal                | PL                     | 0          | 0          | FACup+CdL       | 0+1             | 0               | UCL                | 0                  | 0                  |             | -           | -           | 1      | 0      |        |
| gen-giu. 2017          | Birmingham City        | FLC                    | 10         | 0          | FACup+CdL       | 0               | 0               |                    | -                  | -                  |             | -           | -           | 10     | 0      |        |
| 2017-2018              | Arsenal                | PL                     | 0          | 0          | FACup+CdL       | 0               | 0               | UEL                | 0                  | 0                  | CS          | 0           | 0           | 0      | 0      |        |
| Totale Arsenal         | Totale Arsenal         | Totale Arsenal         | 0          | 0          |                 | 2               | 0               |                    | -                  | -                  |             | -           | -           | 2      | 0      |        |
| 2018-2019              | Charlton               | FL1                    | 31+3       | 3+1        | FACup+CdL       | 0               | 0               |                    | -                  | -                  |             | -           | -           | 34     | 4      |        |
| 2019-2020              | Derby County           | FLC                    | 20         | 0          | FACup+CdL       | 0+1             | 0               |                    | -                  | -                  |             | -           | -           | 21     | 0      |        |
| 2019-2020              | Derby County           | FLC                    | 13         | 2          | FACup+CdL       | 0               | 0               |                    | -                  | -                  |             | -           | -           | 13     | 2      |        |
| 2021-2022              | Derby County           | FLC                    | 15         | 1          | FACup+CdL       | 0               | 0               |                    | -                  | -                  |             | -           | -           | 15     | 1      |        |
| Totale Derby County    | Totale Derby County    | Totale Derby County    | 48         | 3          |                 | 1               | 0               |                    | -                  | -                  |             | -           | -           | 49     | 3      |        |
| 2022-2023              | Birmingham City        | FLC                    | 35         | 1          | FACup+CdL       | 2+0             | 0               |                    | -                  | -                  |             | -           | -           | 37     | 1      |        |
| Totale Birmingham City | Totale Birmingham City | Totale Birmingham City | 45         | 1          |                 | 2               | 0               |                    | -                  | -                  |             | -           | -           | 47     | 1      |        |
| Totale carriera        | Totale carriera        | Totale carriera        | 108        | 8          |                 | 5               | 0               |                    | 1                  | 0                  |             | 0           | 0           | 114    | 8      |        |

### Cronologia presenze e reti in nazionale
| Cronologia completa delle presenze e delle reti in nazionale ― Polonia | Cronologia completa delle presenze e delle reti in nazionale ― Polonia | Cronologia completa delle presenze e delle reti in nazionale ― Polonia | Cronologia completa delle presenze e delle reti in nazionale ― Polonia | Cronologia completa delle presenze e delle reti in nazionale ― Polonia | Cronologia completa delle presenze e delle reti in nazionale ― Polonia | Cronologia completa delle presenze e delle reti in nazionale ― Polonia | Cronologia completa delle presenze e delle reti in nazionale ― Polonia |
| Data                                                                   | Città                                                                  | In casa                                                                | Risultato                                                              | Ospiti                                                                 | Competizione                                                           | Reti                                                                   | Note                                                                   |
| ---------------------------------------------------------------------- | ---------------------------------------------------------------------- | ---------------------------------------------------------------------- | ---------------------------------------------------------------------- | ---------------------------------------------------------------------- | ---------------------------------------------------------------------- | ---------------------------------------------------------------------- | ---------------------------------------------------------------------- |
| 6-9-2019                                                               | Lubiana                                                                | Slovenia                                                               | 2 – 0                                                                  | Polonia                                                                | Qual. Euro 2020                                                        | -                                                                      | 70’                                                                    |
| 9-9-2019                                                               | Varsavia                                                               | Polonia                                                                | 0 – 0                                                                  | Austria                                                                | Qual. Euro 2020                                                        | -                                                                      | 90’                                                                    |
| 16-11-2019                                                             | Gerusalemme                                                            | Israele                                                                | 1 – 2                                                                  | Polonia                                                                | Qual. Euro 2020                                                        | -                                                                      | 57’                                                                    |
| 24-3-2022                                                              | Glasgow                                                                | Scozia                                                                 | 1 – 1                                                                  | Polonia                                                                | Amichevole                                                             | -                                                                      | 44’                                                                    |
| 29-3-2022                                                              | Chorzów                                                                | Polonia                                                                | 2 – 0                                                                  | Svezia                                                                 | Qual. Mondiali 2022                                                    | -                                                                      | 80’                                                                    |
| 22-11-2022                                                             | Doha                                                                   | Messico                                                                | 0 – 0                                                                  | Polonia                                                                | Mondiali 2022 - 1º turno                                               | -                                                                      | 46’                                                                    |
| 26-11-2022                                                             | Al Rayyan                                                              | Polonia                                                                | 2 – 0                                                                  | Arabia Saudita                                                         | Mondiali 2022 - 1º turno                                               | -                                                                      |                                                                        |
| 30-11-2022                                                             | Doha                                                                   | Polonia                                                                | 0 – 2                                                                  | Argentina                                                              | Mondiali 2022 - 1º turno                                               | -                                                                      | 62’                                                                    |
| 4-12-2022                                                              | Doha                                                                   | Francia                                                                | 3 – 1                                                                  | Polonia                                                                | Mondiali 2022 - Ottavi di finale                                       | -                                                                      | 71’                                                                    |
| 24-3-2023                                                              | Praga                                                                  | Rep. Ceca                                                              | 3 – 1                                                                  | Polonia                                                                | Qual. Euro 2024                                                        | -                                                                      | 46’                                                                    |
| 16-6-2023                                                              | Varsavia                                                               | Polonia                                                                | 1 – 0                                                                  | Germania                                                               | Amichevole                                                             | -                                                                      | 77’                                                                    |
| Totale                                                                 |                                                                        | Presenze                                                               | 11                                                                     |                                                                        | Reti                                                                   | 0                                                                      |                                                                        |

| Cronologia completa delle presenze e delle reti in nazionale ― Polonia under 21 | Cronologia completa delle presenze e delle reti in nazionale ― Polonia under 21 | Cronologia completa delle presenze e delle reti in nazionale ― Polonia under 21 | Cronologia completa delle presenze e delle reti in nazionale ― Polonia under 21 | Cronologia completa delle presenze e delle reti in nazionale ― Polonia under 21 | Cronologia completa delle presenze e delle reti in nazionale ― Polonia under 21 | Cronologia completa delle presenze e delle reti in nazionale ― Polonia under 21 | Cronologia completa delle presenze e delle reti in nazionale ― Polonia under 21 |
| Data                                                                            | Città                                                                           | In casa                                                                         | Risultato                                                                       | Ospiti                                                                          | Competizione                                                                    | Reti                                                                            | Note                                                                            |
| ------------------------------------------------------------------------------- | ------------------------------------------------------------------------------- | ------------------------------------------------------------------------------- | ------------------------------------------------------------------------------- | ------------------------------------------------------------------------------- | ------------------------------------------------------------------------------- | ------------------------------------------------------------------------------- | ------------------------------------------------------------------------------- |
| 16-11-2018                                                                      | Zabrze                                                                          | Polonia under 21                                                                | 0 – 1                                                                           | Portogallo under 21                                                             | Qual. Europeo Under-21 2019                                                     | -                                                                               |                                                                                 |
| 20-11-2018                                                                      | Chaves                                                                          | Portogallo under 21                                                             | 1 – 3                                                                           | Polonia under 21                                                                | Qual. Europeo Under-21 2019                                                     | 1                                                                               |                                                                                 |
| 21-3-2019                                                                       | Bristol                                                                         | Inghilterra under 21                                                            | 1 – 1                                                                           | Polonia under 21                                                                | Amichevole                                                                      | -                                                                               |                                                                                 |
| 16-6-2019                                                                       | Reggio Emilia                                                                   | Polonia under 21                                                                | 3 – 2                                                                           | Belgio under 21                                                                 | Europeo Under-21 2019 - 1º turno                                                | 1                                                                               | 72’                                                                             |
| 19-6-2019                                                                       | Bologna                                                                         | Italia under 21                                                                 | 0 – 1                                                                           | Polonia under 21                                                                | Europeo Under-21 2019 - 1º turno                                                | 1                                                                               |                                                                                 |
| 22-6-2019                                                                       | Bologna                                                                         | Spagna under 21                                                                 | 5 – 0                                                                           | Polonia under 21                                                                | Europeo Under-21 2019 - 1º turno                                                | -                                                                               | 70’                                                                             |
| Totale                                                                          |                                                                                 | Presenze                                                                        | 6                                                                               |                                                                                 | Reti                                                                            | 3                                                                               |                                                                                 |

## Palmarès

### Club

#### Competizioni nazionali
- Football League One: 1

Birmingham City: 2024-2025